# Узагальнений метод валентних зв'язків
Узагальнений метод валентних зв'язків в теоретичній хімії та молекулярній фізиці пропонує один із наближених варіантів квантово-механічного опису електронної структури молекул і є розвитком методу валентних зв'язків. Його підґрунтям є уявлення про електронну пару, яка забезпечує ковалентний зв'язок, та резонансні структури. На відміну від методу Гартрі–Фока, метод валентних зв'язків має багатодетермінантну природу і тому здатен описувати вироджені й квазівироджені ситуації, уникаючи окремих типових вад методу Гартрі–Фока.
В англомовній традиції метод валентних зв'язків прийнято називати не методом, а теорією. Теорія валентних зв'язків у своєму розвитку до імплементації в сучасних квантово-хімічних програмах пройшла довгий шлях.

## Історичний екскурс: теорія Коулсона-Фішер
В основоположній роботі 1949 року Ч.Коулсон та І.Фішер запропонували схему, яка поєднувала сильні сторони двох начебто протиборних підходів, що виникли на світанку квантової хімії, ― теорії валентних зв'язків та теорії молекулярних орбіталей, ― уникаючи тим самим багатьох їхніх недоліків. Зокрема, на відміну від широкозастосовного методу Гартрі–Фока в молекулярно-орбітальному формулюванні, теорія Коулсона-Фішер надає якісно правильний опис процесу розриву хімічного зв'язку. Було навіть висказано оцінку, що хвильова функція методу Коулсона-Фішер пропонує «третій шлях» у квантовій хімії.

### Мотивація на прикладі H2
Хвильова функція основного стану молекули H2 в методі Гартрі–Фока записується як:
{\displaystyle \Phi _{1}=\varphi _{1}(\mathbf {r} _{1})\varphi _{1}(\mathbf {r} _{2})\Theta _{2,0},}
де {\displaystyle \Theta _{2,0}=\alpha \beta -\beta \alpha } — синглетна (S = 0) спінова функція двох електронів, а найнижча, зв'язуюча, молекулярна орбіталь φ1 конструюється як сума атомних 1s орбіталей, тобто N1(1sA + 1sB). Така функція нездатна правильно описати розрив зв'язку, тому Коулсон і Фішер запропонували її дещо узагальнити, взявши замість {\displaystyle \varphi _{1}(\mathbf {r} _{1})} і {\displaystyle \varphi _{1}(\mathbf {r} _{2})} такі вирази:
{\displaystyle \varphi _{1}(\mathbf {r} _{1})\to 1s_{A}(\mathbf {r} _{1})+\lambda \cdot 1s_{B}(\mathbf {r} _{1})}
{\displaystyle \varphi _{1}(\mathbf {r} _{2})\to 1s_{B}(\mathbf {r} _{2})+\lambda \cdot 1s_{A}(\mathbf {r} _{2})}
Підставивши їх в формулу для {\displaystyle \Phi _{1}}, дістаємо:
{\displaystyle \Phi _{1}=N_{1}^{2}\left[1s_{A}(\mathbf {r} _{1})1s_{B}(\mathbf {r} _{2})+\lambda \left\{1s_{A}(\mathbf {r} _{1})1s_{A}(\mathbf {r} _{2})+1s_{B}(\mathbf {r} _{1})1s_{B}(\mathbf {r} _{2})\right\}+\lambda ^{2}\cdot 1s_{B}(\mathbf {r} _{1})1s_{A}(\mathbf {r} _{2})\right]\Theta _{2,0}.}
Цей вираз так само дозволяє змінювати внесок іонного зв'язку, як і покращена хвильова функція багатоконфігураційного методу. Значення {\displaystyle \lambda } визначається за допомогою варіаційної процедури. При рівноважній довжині зв'язку {\displaystyle \lambda =1}, а при дисоціації молекули {\displaystyle \lambda \to 0}.

## Короткий опис методу
Для синглетної функції двох електронів
{\displaystyle \Phi =\varphi _{1}(\mathbf {r} _{1})\varphi _{2}(\mathbf {r} _{2})\Theta _{2,0}}
у загальному випадку, коли {\displaystyle \varphi _{1}\neq \varphi _{2}}, вимога ортогональності цих орбіталей, яку накладено в методі Гартрі – Фока, є додатковим обмеженням. Це, згідно з варіаційним принципом, погіршує обчислене значення енергії. Метод валентних зв'язків відмовляється від цієї вимоги. Якщо таку конструкцію застосувати до кожної електронної пари в замкненій електронній оболонці, поєднуючи кожну пару електронів окремо в синглет, отримаємо функцію методу узагальнених валентних зв'язків (англ. GVB) в підході ідеального спаровування.
Ті, хто звик до хартрі–фоківського опису замкненої оболонки, можуть уявляти собі хвильову функцію GVB як узагальнення, в якому традиційний опис електронної пари замінили парою GVB:
{\displaystyle \varphi _{a}\varphi _{a}\alpha \beta \to \varphi _{1a}\varphi _{2a}(\alpha \beta -\beta \alpha ).}
Функції {\displaystyle \varphi _{1a},\varphi _{2a}} всередині одної пари GVB  можуть бути неортогональними, але до функцій, які складають інші пари, вони мають бути ортогональними. Цю вимогу називають сильною ортогональністю; звісно, це додаткове обмеження, накладене на функцію.
Багатоелектронну хвильову функцію методу GVB, яка задовольняє вимогам ідеального спаровування та сильної ортогональності, називають функцією методу валентних зв'язків ідеального спаровування (англ. GVB-PP). Така функція найменше придатна для опису систем на кшталт бензену чи алільного радикалу (в яких дві чи більше резонансні структури однаково важливі), а також для опису розпаду на фрагменти, що мають не найнижче значення спіну. З іншого боку, вона частково враховує електронну кореляцію всередині кожної пари.

### Сучасне застосування методу
Подальший розвиток теорії пов'язаний зі зняттям обмежень. У спіново зв'язаному (англ. spin-coupled) методі валентних зв'язків хімічний остов описується як і в методі Гарті–Фока, а з опису валентних електронів знімаються обидва обмеження — як ідеального спаровування, так і сильної ортогональності. Спінові функції перелічують за допомогою діаграм Румера. Такий підхід значно ускладнює розрахунки, але розв'язує вищезгадані проблеми з сильно делокалізованими структурами та станами з великим значенням спіну.
Імплементація узагальненого методу валентних зв'язків активізувалася вже на початку XXI ст. у зв'язку зі швидким зростанням потужності комп'ютерів.